# 西門里 (金門縣)
西門里是中華民國金門縣金城鎮的一個里，東北與金寧鄉盤山村接壤，東南與金寧鄉榜林村相接、南與北門里相連，西與南門里相鄰，人口約1.1萬人，為金門縣的人口第一大村里，也是全縣唯一人口多於1萬人的村里。1935年實施地方自治時設後浦聯保，1950年析置西門里。